# Nébuleuse de la Fourrure de Renard
La nébuleuse de la Fourrure de Renard est située dans la constellation de la Licorne non loin du bras droit d'Orion. Elle est rattachée à la région de NGC 2264 mais en général est considérée comme n'en faisant pas partie. Cependant c'est sûrement une extension de gaz et de poussière de cette région.